# キャラクター (曲)
「キャラクター」は、日本のポップ・ロック・バンドである緑黄色社会の楽曲。2022年1月26日に発売された3枚目のフルアルバム『Actor』に収録された。メンバー4人で制作された楽曲で、作詞は長屋晴子と小林壱誓、作曲はpeppeと穴見真吾という編成となっている。編曲は横山裕章との共作。楽曲は、森永製菓「inゼリー」CMソングとして使用された。アルバムタイトルの決定後、「アルバムの顔になるような曲」として制作された楽曲で、歌詞には「1人ひとりが輝けるように」という思いが込められている。
アルバムの発売に先駆けて、1月21日に先行配信が開始された。オリコン週間デジタルシングル（単曲）ランキングでは最高位7位を記録し、Billboard Japan Hot 100では最高位27位を記録した。

## 背景・リリース
「キャラクター」は、アルバムタイトルを決めてから、Overtureからつながる、アルバムの顔になるような曲を作ろう!ということから制作された。作詞は長屋と小林、作曲はpeppeと穴見という、「Mela!」と同じ編成で作られており、長屋は「Mela!」で「楽曲を全員で作る」という挑戦をしたんですけど、それによってこれまでの緑黄色社会になかった曲を作ることができたという手応えがあって。なので、今回のアルバムにも全員で作った曲を1曲は入れたい、という話になってと語っている。また、曲の完成前から「説得力」というテーマがあり、長屋は私たちの年齢的にもバンドの年齢的にも、そういうことに向き合いながら曲を作っていく必要があるんじゃないかという話になり、制作時間が短い一方でアルバムの中で一番試行錯誤したと語っている。
アルバムの発売に先駆け、2022年1月21日に先行配信され、2022年1月26日に公開されたBillboard Japan Download Songsや1月31日付のオリコン週間デジタルシングル（単曲）ランキングではそれぞれ初登場18位を記録。2月2日に公開されたBillboard Japan Download Songsでは最高位8位、オリコン週間 デジタルシングル（単曲）ランキングでは最高位7位を記録した。

## 制作

### 作曲とアレンジ
先に作曲から進めることになり、穴見はpeppeにいくつかネタになりそうなフレーズを持ってきてほしいと伝えた。peppeが提示したフレーズを聴いた穴見はちょっと考えすぎというか、勢いみたいなものが感じられないような気がしたことから、自分は一回スタジオの外に出るから、“ひとりでスタジオに遊びに来たような気分でもう一回作ってみない？と持ちかける。当時は雨が降っており、peppeはスタジオに来る途中で服が濡れたりしたことでイライラしていたことから、ひとりになった瞬間にそのイライラをピアノのグリスに込めて(笑)、そこからイントロのフレーズができるまで10分もかかりませんでしたねと回想している。穴見はその痛快な感じがすごく良いなと思って、すぐに作業を進めていきましたねと語っている。
穴見は、本作に対して心がけたこととしてSoul、Funkのクラシック的なアプローチと現代的なアプローチとの融合と説明している。穴見はかねてより、バンド内でソウルやファンクのような楽曲をやりたいと考えていて、ボコーダ的なものを入れたり、そういうルーツっぽい空気感を入れていきながら今っぽさ、HIPHOP感というか、そういった感じは意識して、アレンジャーの横山（裕章）さん、ドラムの城戸（紘志）さんと作っていきましたと語っている。

### 作詞
作詞作業は、小林がプロットを作り、それを長屋に渡して進められた。作曲時点ではタイトルは決まっておらず、歌詞の内容の方向性も議論ができていない状態にあった。小林によると、「Mela!」が「テーマとしてありそうでないところを突いていた」ということから、今回も不意を突いたようなテーマが欲しいとは考えていたもののまったく浮かばず、会話をする中で（全員が腑に落ちる）「Actor」というテーマを補完する曲を書くことが決まった。その後、長屋が考えていた「この世界に生まれてきた人はみんな意味があるんだよ」というテーマをもとに小林がプロットをまとめ、そこから小林は長屋にワンコーラスを書いてもらった。
長屋によると、仮タイトルは「Departure」で、「ちょっと「旅感」のある曲」にしようと考えられていた。しかし「それだとありふれたテーマになっちゃうし、自分たちが伝えたいメッセージも出てこない」ということから、アルバムのテーマに立ち返ってメッセージを膨らませていくこととなった。長屋はみんなの素晴らしいところを肯定できるような曲になればいいなと思ったし、それがアルバム全体のメッセージとしても伝わればいいなと思って。「1人ひとりが輝けるように」という思いを込めて、歌詞を書きましたねと説明している。

## ミュージック・ビデオ
楽曲の先行配信が開始された1月21日にミュージック・ビデオが公開された。監督を務めたのは田向潤で、田向は緑黄色社会がCMキャラクターを務めたniko and...の秋・冬シーズンのプロモーションムービーのディレクションも手がけている。撮影はACAO SPA & RESORT内にあるニューアカオ館で行なわれた。
ビデオでは、本作が使用された「inゼリー」のCMにも出演している見上愛と共演している。見上は、「Mela!」が使用されたアリシアクリニックのCMにも出演しており、メンバーからのオファーに応えるかたちで共演することとなった。ビデオ内で見上は自身初となるダンスを披露している。
ミュージック・ビデオは、「MTV VMAJ 2022」の最優秀ポップビデオ賞を受賞した。

## メディアでの演奏披露
2022年1月21日に放送されたテレビ朝日系『ミュージックステーション』で初披露となった。1月24日に放送されたフジテレビ系『Love music』と3月28日に放送されたTBS系『CDTVライブ! ライブ! 春の4時間スペシャル』ではフルサイズで披露された。4月29日にYouTubeでプレミア公開された『THE FIRST TAKE』第212回では長屋・穴見・peppeのトリオ編成で披露された。2年連続での紅白出場となったNHK総合『第74回NHK紅白歌合戦』では、東京高等学校のチアリーダーと吹奏楽部、東京実業高等学校のマーチングバンド部から選抜された5名の計77名と共演した。
このほか、日本テレビ系『バズリズム02』（2022年1月22日放送回）、TBS系『CDTVライブ! ライブ!』（2022年1月24日放送回）、日本テレビ系『スッキリ』（2022年1月27日放送回）、NHK総合『うたコン 拡大版・春スペシャル』（2022年3月29日放送）、テレビ東京系『テレ東音楽祭2022夏』（2022年6月22日放送）、日本テレビ系『THE MUSIC DAY』（2022年7月2日放送）、TBS系『音楽の日2022』（2022年7月16日放送）、NHK総合『第11回明石家紅白！』（2022年7月30日放送）、NHK総合『Venue101 Presents 緑黄色社会 LIVE SPECIAL』（2022年9月24日放送）、フジテレビ系『2022 FNS歌謡祭 第2夜』（2022年12月14日放送）、TBS系『CDTV ライブ!ライブ!年越しスペシャル 2022→2023』（2022年12月31日 - 2023年1月1日放送）、NHK総合『ライブ・エール 2023』（2023年8月12日放送）でも披露された。

## 評価
『Real Sound』に寄稿した音楽ライターの森朋之は、「キャラクター」について緑黄色社会のポップネスと前向きな意志が溢れ出す、リョクシャカ流応援ソングと表現し、楽曲の持つハイブリッド感とドラマティックなメロディを、躍動感あるパフォーマンスで描き出したダイナミックかつチャーミングな歌声を響かせる長屋晴子（Vo）、キレのあるギターカッティングで楽曲をドライブさせる小林壱誓（Gt）、しなやかなファンクネスをたたえたスラップベースを放つ穴見真吾（Ba）、キャッチーなピアノの旋律で楽曲に彩りを与えるpeppe（Key）と、“全員が主人公”と称すべきステージングも素晴らしいと評している。
『Skream!』の泰理恵は、アルバム『Actor』のレビューの中で本作を陽性のエネルギーに溢れた
賑やかな演奏に"産み出された、ただそれだけで意味があるから"と聴き手の命そのものを肯定するような歌詞を乗せた楽曲とし、今回のアルバム『Actor』のテーマをくっきりと描き出していたと評している。

## クレジット
※出典
緑黄色社会
- 長屋晴子 – Vocal & Guitar
- 小林壱誓 – Guitar & Chorus
- peppe – Keyboards & Chorus
- 穴見真吾 – Bass & Chorus

外部ミュージシャン
- 横山裕章 – Produce & Programming
- 城戸紘志 – Drums
- 美央ストリングス – Strings

レコーディング・スタッフ
- 村上宣之 – Recording, Mixing, Mastering

## チャート成績
| チャート (2022年)               | 最高位 |
| ------------------------------- | ------ |
| 日本 (Japan Hot 100)            | 27     |
| 日本 (オリコンデジタルシングル) | 7      |

## 認定
| 国/地域                  | 認定           | 認定/売上数    |
| ストリーミング           | ストリーミング | ストリーミング |
| ------------------------ | -------------- | -------------- |
| 日本 (RIAJ)              | Gold           | 50,000,000     |
| 認定のみに基づく再生回数 |                |                |